# Рождественка (городской округ город Тула)
Рождественка — деревня в Тульской области России. 
В рамках организации местного самоуправления входит в городской округ город Тула, в рамках административно-территориального устройства — в Рождественский сельский округ Ленинского района Тульской области.  

## География
Расположена в 12 км к северо-западу от областного центра, города Тула (по прямой от Тульского кремля).
На юго-востоке примыкает к посёлку Рождественский  — центру сельского округа.

## Население
| 2002 | 2010 |
| ---- | ---- |
| 105  | ↘92  |

## История
До 1990-х гг. деревня была частью Рождественского сельского совета Ленинского района Тульской области, с 1997 года — Рождественского сельского округа. 
В рамках организации местного самоуправления с 2006 до 2014 гг. деревня входила в Рождественское сельское поселение Ленинского района. С 2015 года входит в Зареченский территориальный округ в рамках городского округа город Тула. 